# Île de La Selle
Die Île de La Selle (auch: La Selle, Saddle Island) ist eine Insel vor der Westspitze der Insel Anjouan im Inselstaat Komoren.

## Geographie
Die Inseln liegt vor der Westspitze, in Verlängerung der Hügel Chissouani und Mkirijou zusammen mit einigen kleineren Felsen. Die nächstgelegene Siedlung ist Ntakoudja.
Während die Insel im Süden fast halbmondförmig ist und steil aus dem Wasser aufsteigt, läuft sie nach Nordwesten mit mehreren kleinen Landzungen flach ins Meer aus.